# Linda Burney

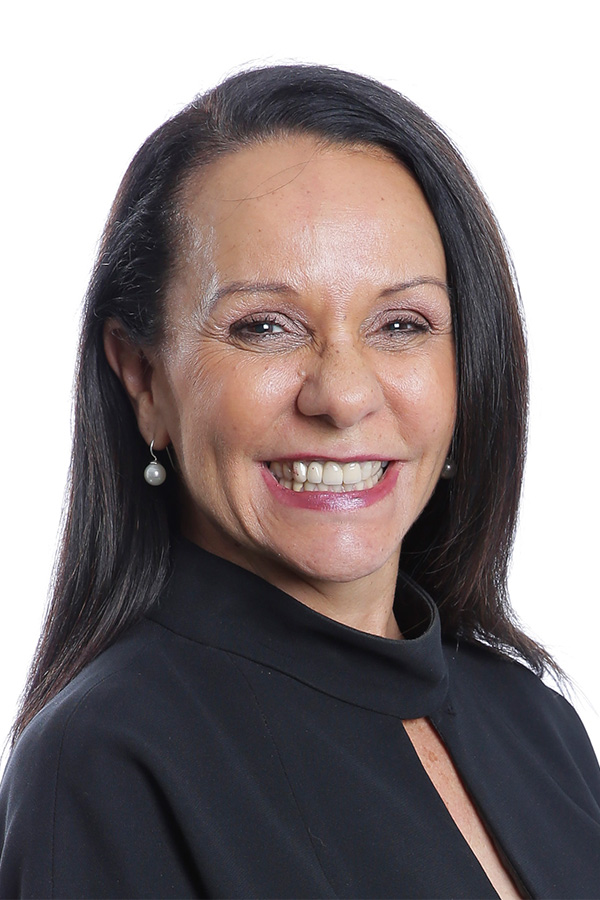
Linda Burney (15. März 2019)

Hon. Linda Jean Burney (* 25. April 1957 in Whitton, New South Wales) ist eine australische Politikwissenschaftlerin und Politikerin der Australian Labor Party (ALP), die zwischen 2003 und 2016 Mitglied im Parlament von New South Wales war und zahlreiche Ministerämter bekleidete. Sie war damit die erste indigene Person, die in das Parlament von New South Wales gewählt wurde. Seit 2016 ist sie Mitglied des Australischen Repräsentantenhauses und übernahm 2022 in der Regierung Albanese I das Amt als Bundesministerin für indigene Bevölkerungen.

## Leben

### Lehrerin und Mitglied des Parlaments von New South Wales
Linda Jean Burney, die aus dem Aborigine-Stamm der Wiradjuri stammt, absolvierte nach dem Besuch der Leeton High School und der Penrith Selective High School (PSHS) ein Lehramtsstudium am Mitchell College of Advanced Education, das sie mit einem Diploma in Teaching beendete. Nachdem sie von 1979 bis 1981 als Lehrerin an der Lethbridge Park Public School unterrichtet hatte, war sie von 1981 bis 1983 für die Politische Arbeitsgruppe für Aborigines-Bildung im Bildungsministerium des Bundesstaates New South Wales tätig. Danach wechselte sie 1983 zur dortigen Beratungsgruppe für Bildung der Aborigines NSW AEGG Inc. (Aboriginal Education Consultative Group) und war dort zunächst Verwaltungsleiterin sowie im Anschluss von 1988 bis 1998 Präsidentin. 1993 wurde ihr der Award for Outstanding Service to Public Schools des Generaldirektors des Ministeriums für schulische Bildung verliehen. 1998 wechselte sie dann ins Ministerium für die Angelegenheiten der Aborigines in New South Wales und war erst stellvertretende Generaldirektorin sowie daraufhin zwischen 2000 und 2003 Generaldirektorin dieses Ministeriums. Aus Anlass des 100-jährigen Bestehens des Australischen Bundes wurde sie am 1. Januar 2001 mit der Centenary Medal ausgezeichnet. Darüber hinaus verlieh ihr 2002 ihre Alma Mater, das Mitchell College of Advanced Education der nunmehrigen Charles Sturt University (CSU) einen Ehrendoktortitel im Fach Pädagogik.
Bei den Wahlen vom 22. März 2003 wurde Linda Burney für die Australian Labor Party (ALP) erstmals Mitglied im Parlament von New South Wales und mit 21.699 Stimmen (55,96 Prozent) im Wahlkreis Canterbury zum Mitglied der Legislativversammlung NSW Legislative Assembly gewählt, des Unterhauses des Parlaments. Diesem gehörte sie nach ihren Wiederwahlen am 24. März 2007, 26. März 2011 und 28. März 2015 bis zu ihrem Mandatsverzicht am 6. Mai 2016 mehr als dreizehn Jahre lang an. Sie war damit die erste indigene Person, die in das Parlament von New South Wales gewählt wurde.

### Ministerin und stellvertretende Oppositionsführerin in New South Wales

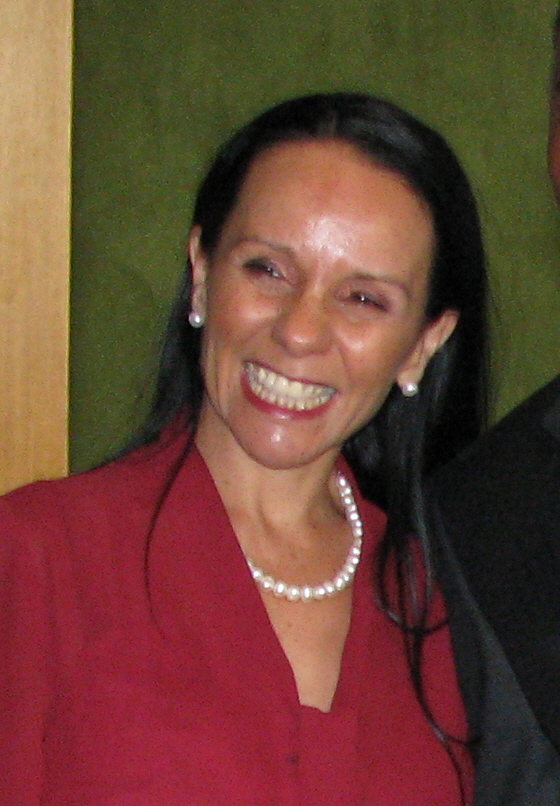
Linda Burney (6. März 2008)

Am 24. August 2005 übernahm Linda Burney im Kabinett von Premierminister Morris Iemma erstmals ein Regierungsamt und fungierte bis zum 2. April 2007 als Parlamentarische Staatssekretärin im Ministerium für Bildung und Ausbildung (Parliamentary Secretary assisting the Minister for Education and Training). Anschließend übernahm sie im Kabinett Iemma zwischen dem 2. April 2007 und dem 5. September 2008 in Personalunion die Ämter als Ministerin für fairen Handel (Minister for Fair Trading), Ministerin für das Ehrenamt (Minister for Volunteering) sowie als Jugendministerin (Minister for Youth). Im Kabinett von Nathan Rees, Ieammas Nachfolger als Premierminister, war sie vom 8. September 2009 bis zum 3. Dezember 2009 Ministerin für Gemeinschaftsdienste	(Minister for Community Services) sowie zugleich zwischen dem 14. September 2008 und dem 4. Dezember 2009 Frauenministerin (Minister for Women). Zugleich war sie als Nachfolgerin von John Faulkner von 2008 bis zu ihrer Ablösung durch Michael Williamson 2009 als National President of the Australian Labor Party Nationale Präsident der Arbeiterpartei. Im Anschluss bekleidete sie im Kabinett von Kristina Keneally, der Nachfolgerin von Rees als Premierministerin, vom 8. Dezember 2009 bis zum 28. März 2011 abermals das Amt als Ministerin für Gemeinschaftsdienste sowie darüber hinaus in Personalunion als Ministerin für staatliche Planung (Minister for the State Plan). 2010 erhielt sie den Meritorious Service to Public Education and Training Award für Verdienste im Bereich öffentliche Bildung und Ausbildung.
Nach der Niederlage der Labor Pary bei der Wahl vom 26. März 2011 wurde sie als Nachfolgerin des bisherigen stellvertretenden Premierministerin Carmel Tebbutt Deputy Leader of the Australian Labor Party (New South Wales Branch) und war damit bis zu ihrer Ablösung durch Michael Daley 2016 stellvertretende Vorsitzende der Arbeiterpartei in New South Wales. Zugleich wurde sie am 8. April 2011 als Deputy Leader of the Opposition stellvertretende Oppositionsführerin und damit bis zum 7. März 2016 stellvertretende Vorsitzende der oppositionellen Labor-Fraktion in der Legislativversammlung. Daneben übernahm sie in dieser Zeit zahlreiche Funktionen im Schattenkabinett ihrer Partei und war zwischen dem 11. April 2011 und dem 8. April 2015 als Shadow Minister for the Central Coast zuständig für die Zentralküste. Zugleich war sie vom 11. April 2011 bis zum 17. Oktober 2012 Verantwortliche für Planung, Infrastruktur und Kulturerbe (Shadow Minister for Planning, Infrastructure and Heritage), zwischen dem 11. April 2011 und dem 11. Dezember 2013 für das Jagdwesen, Sport und Freizeit (Shadow Minister for the Hunter, Shadow Minister for Sport and Recreation), vom 17. Oktober 2012 bis zum 8. April 2015 für Familie und Gemeinschaftsdienste (Shadow Minister for Family and Community Services), zwischen dem 17. Oktober 2012 und dem 10. März 2016 für indigene Bevölkerungen (Shadow Minister for Aboriginal Affairs) sowie vom 11. Dezember 2013 bis zum 8. April 2015 für frühkindliche Erziehung (Shadow Minister for Early Childhood Education). 
Burney, die zwischen dem 5. Januar und dem 8. April 2015 kommissarische Oppositionsführerin (Acting Leader of the Opposition in the Legislative Assembly) war, fungierte im Schattenkabinett vom 6. Januar bis zum 8. April 2015 als Verantwortliche für das Altern und Behindertendienste (Shadow Minister for Ageing and Disability Services) sowie zuletzt zwischen dem 9. April 2015 und dem 10. März 2016 für Bildung (Shadow Minister for Education). 2014 wurde sie für ihre Verdienste mit dem Lifetime Achievement Award des Nationalen Komitee zur Durchführung des Tages der Aborigines und Inselbewohner NAIDOC (National Aborigines and Islanders Day Observance Committee) ausgezeichnet.

### Mitglied des Australischen Repräsentantenhauses, Oppositionsjahre und Bundesministerin
Nach ihrem Ausscheiden aus der Legislativversammlung von New South Wales wurde Linda Burney bei der Parlamentswahl in Australien am 2. Juli 2016 im Wahlkreis Barton erstmals zum Mitglied des Australischen Repräsentantenhauses (House of Representatives) gewählt und gehört diesem nach ihren Wiederwahlen am 18. Mai 2019 und 21. Mai 2022 seither an. Unmittelbar nach ihrer ersten Wahl wurde sie in das Schattenkabinett ihrer Partei berufen und fungierte während der darauf folgenden Jahre vom 23. Juli 2016 bis zum 21. August 2018 als Sprecherin für menschliche Dienste (Shadow Minister for Human Services), zwischen dem 28. Juni 2018 und dem 2. Juni 2019 zur Prävention von Gewalt in der Familie (Shadow Minister for Preventing Family Violence), vom 21. August 2018 bis zum 23. Mai 2022 für Familien und soziale Dienste (Shadow Minister for Families and Social Services) und zugleich noch zwischen dem 2. Juni 2019 und dem 23. Mai 2022 für indigene Bevölkerungen (Shadow Minister for Indigenous Australians).
Nach dem Sieg der Labor Party bei der Parlamentswahl am 21. Mai 2022 wurde Linda Burney als Bundesministerin für indigene Bevölkerungen (Cabinet Minister for Indigenous Australians) in die Regierung Albanese I berufen, der sie seither angehört.
Sie war bis zu dessen Tod mit dem Journalist, Politiker und Bürgerrechtsaktivisten Rick Farley (1952–2006) verheiratet.